# Holk Freytag

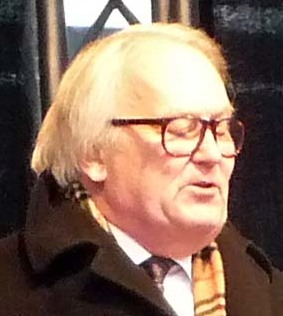
Holk Freytag spricht bei einer Kundgebung gegen die Schließung des Wuppertaler Schauspielhaus am 30. Januar 2010

Holk Freytag (* 29. September 1943 in Tübingen) ist ein deutscher Dramaturg, Regisseur und Intendant.

## Leben und Wirken
Freytag wuchs in Köln und Moers auf. Nach dem Abitur in Köln studierte er
von 1964 bis 1969 Theater- und Musikwissenschaft an der Universität zu Köln. Von 1968 bis 1969 leitete er den Theaterkeller in Neuss und war von 1969 bis 1977 Lehrbeauftragter für Medienpädagogik der Gesamthochschule Düsseldorf.
Freytag gründete 1975 das Schlosstheater Moers und war dort vom Zeitpunkt der Gründung bis 1988 als Intendant tätig. Zudem arbeitete er von 1977 bis 1979 als Regisseur und Chefdramaturg am Stadttheater Hildesheim. Von 1988 bis 1996 war er Generalintendant der Wuppertaler Bühnen und übernahm von 1996 bis 2001 die Schauspielintendanz des Schillertheaters (NRW).  Zudem lehrte Freytag von 1990 bis 1993 an der Essener Folkwang Universität der Künste. Von 2001 bis 2009 war er Intendant des Staatsschauspiel Dresden.
Seit der Festspielsaison 2010 hatte Freytag die Intendanz der Bad Hersfelder Festspiele übernommen. Am 28. Juli 2014 wurde Freytag vom Magistrat der Stadt Bad Hersfeld fristlos entlassen. Als Begründung wurde angeführt, Freytag habe bei der Vorlage des Spielplans für das Jahr 2015 den Haushaltsbeschluss der Stadtverordneten für die Hersfelder Festspiele 2015 missachtet. Mutmaßlich ging es dabei um 400.000 Euro, die der Intendant in der Spielzeit 2015 einsparen sollte. Unter dem nachfolgenden Intendanten, Dieter Wedel, übernahm Freytag u. a. die Inszenierung von Kleists Der zerbrochne Krug (2015).

## Inszenierungen (Auswahl)
- Die Bacchantinnen von Euripides, Schlosstheater Moers (1979)
- Die Orestie des Aischylos, Schlosstheater Moers (1984)
- Leben des Galilei von Bertolt Brecht, Schlosstheater Moers (1988)
- Prinz Friedrich von Homburg von Heinrich von Kleist, Wuppertaler Bühnen (1989)
- Die Ermittlung von Peter Weiss, Wuppertaler Bühnen (1995)
- Iphigenie auf Tauris von Johann Wolfgang von Goethe, Wuppertaler Bühnen (1990)
- Die Maßnahme von Bertolt Brecht, Schillertheater NRW (1998)
- I Have A Dream von Gerold Theobalt, Schillertheater NRW (2000)
- Sideman von Warren Leigh, Schillertheater NRW (2000)
- Guiskard: Ein Fragment nach Robert Guiskard Herzog der Normänner von Heinrich von Kleist, Staatsschauspiel Dresden (2001)
- Nathan der Weise von Gotthold Ephraim Lessing, Staatsschauspiel Dresden (2001)
- A Christmas Carol von Gerold Theobalt nach Charles Dickens, Staatsschauspiel Dresden (2001)
- Der jüngste Tag von Ödön von Horváth, Staatsschauspiel Dresden (2002)
- Der Zauberberg von Thomas Mann Staatsschauspiel Dresden (2003)
- Torquato Tasso von Johann Wolfgang von Goethe, Staatsschauspiel Dresden (2003)
- Der Kaufmann von Venedig von William Shakespeare, Staatsschauspiel Dresden (2004)
- Der Mann ohne Vergangenheit nach dem Film von Aki Kaurismäki, Staatsschauspiel Dresden (2004/05)
- Amphitryon von Molière, Staatsschauspiel Dresden (2005)
- Mephisto von Klaus Mann, Staatsschauspiel Dresden (2005)
- König Lear, Staatsschauspiel Dresden (2008)

## Ämter und Mitgliedschaften
Freytag wurde als Intendant des Staatsschauspiels Dresden im Jahr 2001 Vorsitzender der Intendantengruppe im Deutschen Bühnenverein und 2008 Sekretär der Klasse Darstellende Kunst und Film der Sächsischen Akademie der Künste. Von beiden Funktionen trat er 2011 zurück.
Von Juli 2017 bis Ende 2020 war er Präsident der Sächsischen Akademie der Künste; sein Nachfolger wurde Wolfgang Holler. Er selbst bekleidet seither wieder das Amt des Sekretärs seiner Sparte.